# Hans Koeppen (Offizier)
Hans Friedrich Wilhelm Hugo Koeppen (* 31. Juli 1876 in Minden; † 10. Juli 1948 in Berlin) war ein deutscher Generalmajor der Luftwaffe im Zweiten Weltkrieg. 1908 nahm er am ersten Autorennen um die Welt teil.

## Leben

### Preußische Armee
Aus dem Kadettenkorps kommend trat Koeppen am 17. März 1894 als Sekondeleutnant in das Infanterie-Regiment „Prinz Friedrich der Niederlande“ (2. Westfälisches) Nr. 15 der Preußischen Armee ein. Am 1. Oktober 1903 kommandierte man ihn für drei Jahre zur weiteren Ausbildung an die Kriegsakademie, im März 1907 zum Großen Generalstab. Dort war er 1909/10 Adjutant des Generalquartiermeisters. Danach zum Stab des VIII. Armee-Korps versetzt, war er ab Januar 1912 als Hauptmann Kompaniechef im Schleswig-Holsteinischen Infanterie-Regiment Nr. 163. Ab 1. Dezember 1913 war er über den ganzen Ersten Weltkrieg in Stabsverwendungen, zuletzt als Chef des Stabes. 1918 wurde er als Major noch Kommandeur des Infanterie-Regiments „Prinz Louis Ferdinand von Preußen“ (2. Magdeburgisches) Nr. 27. Am 22. April 1918 erhielt er das Ritterkreuz des Königlichen Hausordens von Hohenzollern mit Schwertern. In der Novemberrevolution wurde er mit dem Charakter als Oberstleutnant aus dem aktiven Militärdienst entlassen.

### Luftwaffe der Wehrmacht
Anderthalb Jahre nach Aufstellung der Wehrmacht als Oberstleutnant der Luftwaffe reaktiviert, diente er beim Luftgau-Kommando IV in Berlin. Am 1. Juli 1938 kam er als Erster Generalstabsoffizier zum Luftgau-Kommando III, bei dem er nach Beginn des Überfalls auf Polen zeitgleich mit der Beförderung zum Oberst am 1. Oktober 1939 Chef des Stabes wurde. Zum 1. April 1941 in die Führerreserve beim Oberkommando der Luftwaffe versetzt, kam er im Dezember 1941 zum Stab der Gasschutzschule der Luftwaffe III in Berlin-Kladow. 1942 nach Paris kommandiert, kehrte er 1943 zum Gasschutz in Berlin-Gatow zurück. Obwohl sie im Zweiten Weltkrieg nicht eingesetzt wurden, waren chemische Waffen die gefährlichste Bedrohung von Flugplätzen. Koeppen wurde nach einer vierwöchigen Erkrankung am 4. Januar 1944 beim Fliegerersatz-Bataillon III zur Disposition gestellt, am 1. April noch zum Generalmajor befördert und Ende des Monats verabschiedet.

### Großes Rennen

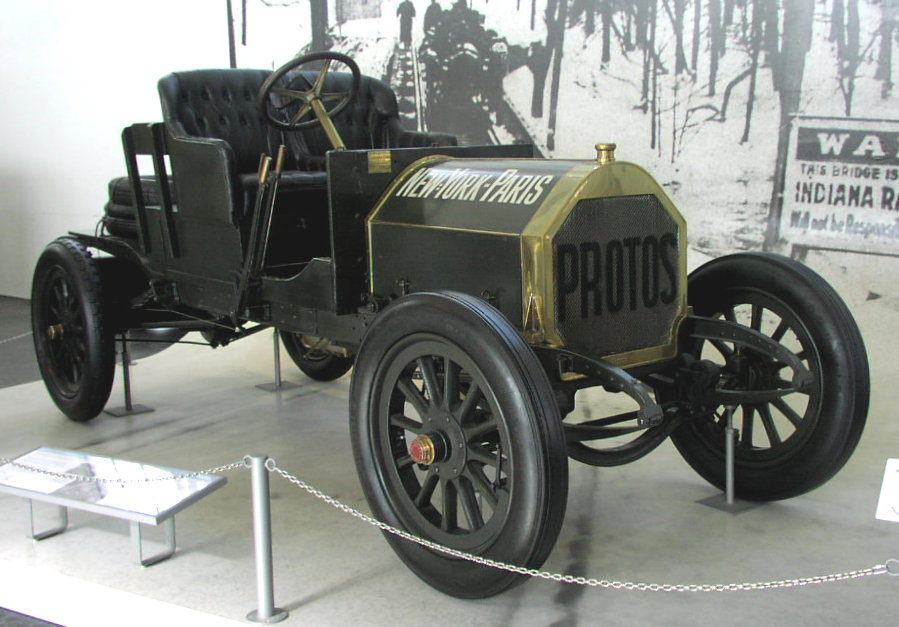
Protos Wettfahrtwagen

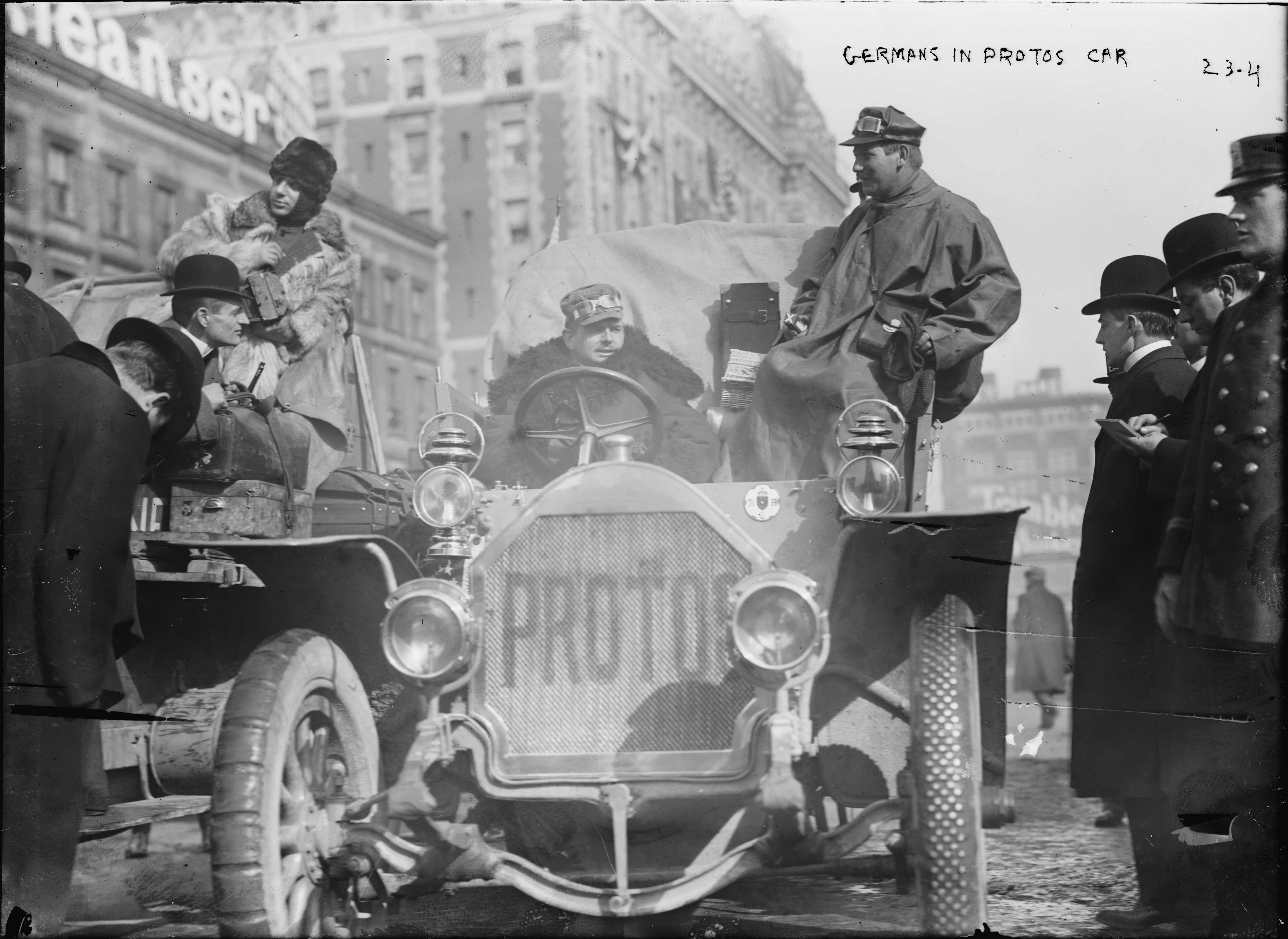
Koeppen auf dem Fahrersitz vor dem Rennen

Als Oberleutnant nahm er an der ersten Tourenwagenrallye um die Welt teil, deren Start am 12. Februar 1908 in New York erfolgte. Von den teilnehmenden sechs Fahrzeugen erreichte Koeppen mit seinem Automobil der Marke Protos nach der Durchquerung der Vereinigten Staaten von Amerika und Sibiriens am 26. Juli 1908 als erster Fahrer Paris. Der Sieg wurde ihm durch die amerikanische Rennleitung aberkannt, weil er seinen Wagen zwischendurch per Bahn transportiert hatte. Dies hatte er jedoch mit Zustimmung der Franzosen, die sich auch als Rennleitung sahen, getan, im Nachhinein wurden ihm für den dadurch aufgeholten Rückstand 15 Tage angerechnet – und er hatte nur mit drei Tagen Vorsprung Paris erreicht. Gewinner des ersten Rennens rund um die Welt wurde somit der US-Amerikaner George Schuster mit einem Thomas Flyer 4-60. Koeppens Protos ist im Deutschen Museum ausgestellt.
Hollywood verfilmte den Stoff als Das große Rennen rund um die Welt (im Originaltitel The Great Race) als Abenteuerkomödie. Die Filmemacher Andreas Dirr und Wolfgang Ettlich begaben sich hundert Jahre später für den Dokumentarfilm Hat der Motor eine Seele? – Von New York nach Paris 1908 auf eine Reise rund um die Welt, den Aufzeichnungen Koeppens folgend.

## Werke
- Im Auto um die Welt. Berlin 1909.
- Abenteuerliche Weltfahrt. Deutscher Sieg im ersten Autorennen um die Welt. Neubearbeitung von Josef Viera, Braunschweig, Berlin, Hamburg 1935.